# Cirey-sur-Blaise
Cirey-sur-Blaise is een gemeente in het Franse departement Haute-Marne (regio Grand Est) en telt 114 inwoners (2009). De plaats maakt deel uit van het arrondissement Saint-Dizier.

## Geschiedenis
In Cirey staat het kasteel van de familie du Châtelet (fr). Émilie du Châtelet en haar minnaar Voltaire leidden er van 1734 tot 1739 een leven van studie.

## Geografie
De oppervlakte van Cirey-sur-Blaise bedraagt 16,7 km², de bevolkingsdichtheid is dus 6,8 inwoners per km².
De onderstaande kaart toont de ligging van Cirey-sur-Blaise met de belangrijkste infrastructuur en aangrenzende gemeenten.

## Demografie
Onderstaande figuur toont het verloop van het inwonertal (bron: INSEE-tellingen).